# Una Novosel
Una Novosel, (Beograd, 11. februar 1988) srpska је umetnica savremene umetnosti 21. veka. Pripada mlađoj generaciji slikara enformela i ekspresionizma.
Njeno slikarstvo je prepoznatljivo po slikama velikih dimenzija u monohromatskom pristupu. Pored upotrebe akrilnih boja, koristi razne sekundarne materijale kao što su kese, pesak, kamenčići, plastika, metal i drugo. Razvijanje svesti o problematici ekologije govore dela ove srpske umetnice.

## Biografija
Još kao unuka i ćerka slikara, odrastala je u ateljeima i pronalazila inspiraciju igrajući se kako slikarskim tehnikama tako i sa materijalima koji su se mogli pronaći u ateljeu i to lajsnama za ramove, piljevinom i ostalim potrošnim materijalima. Danas takođe praktikuje na svojim delima usvojene prve istraživačke korake, pored akrilnih boja, koristi upravo nešto što je odbačeno ili reciklirano i isto to primeni na delo čime taj otpad dobija novu svrhu. Nakon završene srednje škole 2007. godine, upisuje se na Fakultet Primenjenih umetnoti, u Beogradu iz oblasti unutrašnja arhitektura i dizajn nameštaja. Još od svog ranog detinjstva, učesnica je na mnogobrojnim radionicama, umetničkim kolonijama, manifestacijama i izložbama.
Diplomiral je i magistrirala 2013. godine na Fakultetu Primenjenih umetnosti, Univerziteta u Beogradu, na odseku za unutrašnju arhitekturu i dizajn nameštaja.
Postala je 2019. godine član Udruženja likovnih umetnika Srbije (ULUS)
Upisala je 2019. godine doktorske studije na Fakultetu primenjenih umetnosti iz oblasti primenjenog slikarstva.
Od 2020. godine je u statusu samostalnog umetnika.

## Samostalne izložbe
- 2020. – Samostalna izložba Infinity of the valleys, Galerija ULUS-a, Beograd[2]
- 2019. – Samostalna izložba, it’s not all the black, Kuća kralja Petra I, Beograd
- 2012. – Diplomska izložba, Muzej primenjenih umetnosti, Beograd

## Grupne izložbe
- 2020. – Grupna izložba samostalnih umetnika Neću može, hoću mora, Galerija Cvijeta Zuzorić,  Beograd
- 2020. – Grupna izložba Art must go on, galerija Art for all, Beograd
- 2020. – Grupna izložba Buđenje, galerija Div Art, Beograd
- 2019. – Grupna izložba slikarske sekcije, Galerija Cvijeta Zuzorić, Beograd
- 2019. – Izložba samostalnih umetnika i 100 godina ULUS-a – Galerija Cvijeta Zuzorić, Beograd
- 2019. – Prolećna izložba, Galerija Cvijeta Zuzorić, Beograd
- 2019. – izložba novih članova ULUS-a, Galerija Cvijeta Zuzorić, Beograd
- 2018. – Grupna izložba, Kulturni centar, Višegrad
- 2017. – Grupna izložba 25. Art Market, Kuća kralja Petra I, Beograd
- 2014. – Izložba slika pod nazivom Dve teme jedno vreme, u Kosovskoj ulici 33, Beograd

## Festivali
- 2019. – Izlaganje slike, festival „Dev9t”, Beograd
- 2019. – Izlaganje skulpture „Black box”, Mixer festival, Beograd
- 2018. - Izlaganje slike, festival „Dev9t”, Beograd
- 2017. – izlaganje skulpture „Black Box”, Milser festival, Beograd
- 2017. – Izlaganje slike, festival „Dev9t”, Beograd
- 2016. – Izložba skulpture  „Blac Box”, Mikser festival, Beograd
- 2014. – Međunarodni multimedijalni festival „7DS” (sedam dana stvaranja), Izrada skultpura za pozorišnu scenografiju, Pazin, Hrvatska
- 2012. – Izložba sculpture - ulična postavka skulptura u okviru BELEF festivala u Knez Mihajlovoj ulici, Beograd

## Likovne kolonije
- 2018. – 25 Međunarodna likovna kolonija, Višegrad

## Scenografija za pozorište
- 2020. – Slika za scenografiju baleta Jedan – Narodno pozorište Beograd

## Uređenje enterijera
- 2018. – Idejno rešenje postavke izložbe, realizacija i oslikavanje murala za 57 Oktobarski salonu Beogradu, kao asistent Đorđu Ozboltu
- 2018. – Idejno rešenje i realizacija lokala „San Marco – color concept” u Poenkareovoj 3 ( bivša Dunav stanica), Beograd
- 2013. – Koautor idejnog rešenja i realizacije kafića - „Caffe Martaan”, Dorćol, Beogradu
- 2013. – Koutor idejnog rešenja i realizacije kafića - Caffe „Zona Industriale”, Vračar, Beograd
- 2013. – Idejno rešenje i vođenje projekta privatnih objekata, Beograd
- 2008. – Prostori Novog Beograda, rekosntrukcija starog Merkatora, Novi Beograd

## Nagrade i priznanja
- 2011. – II nagrada za ideju - Urbanistčko rešenje i rekonstrukcija Palilulske pijace u Beogradu, u Muzeju Old timer-a, Beograd
- 2006. – Nagrada publike za odevne predmete od kože, Krakov, Poljska
- 2020. - I nagrada „Boris Margoš Mingo”, 21. Krajiški likovni salon, Beograd[3][4]

## Spoljašnje veze
- Zvanična Internet prezentacija Архивирано на веб-сајту  (9. август 2021)
- „Una Novosel”. Saatchi Art. Приступљено 5. 2. 2021.